# Morecz László
Morecz László (Dorog, 1954. október 24. –) labdarúgó, középpályás, edző, sportvezető.

## Pályafutása

### Játékosként
A labdarúgást szülővárosának csapatában kezdte 1966-ban. Olyan hírességekkel szerepelt az utánpótlás csapatoknál, mint Mucha József, Szabó István és Szabó József. A szokásos korosztályos éveket követően került a felnőtt kerethez. Menet közben beválogatták a Bányász válogatottba, amellyel szerepelt az 1973-as SZOT-tornán. A válogatottban olyan neves csapattársai voltak, mint Kiss Sándor, Fükő Sándor, vagy Szlifka, Hohmann és Baán. A kapitány Monostori Tivadar volt. Első felnőtt bajnoki mérkőzésére 1974. október 13-án került sor az Ózd elleni találkozón, ahol 3-0-ra nyertek a dorogiak. Azonban mielőbb megszilárdult volna helye a csapatban, megkapta a sorkatonai behívóját, így a szolgálati idő két évre  Tatára, a helyi honvéd csapathoz vezényelte, mint a Dorog kölcsönjátékosa. Együtt katonáskodott a neves tatabányai labdarúgóval, Barabás Tiborral.
1977-ben történő leszerelését követően visszatért anyaegyesületéhez, a menet közben az első osztályba feljutott Dorogi AC csapatához. A bajnokság végén búcsúzni kényszerült a gárda a legmagasabb osztályból. A dorogiak legutolsó NB I-es mérkőzésén pályára lépett a Zalaegerszeg elleni idegenbeli találkozón, 1977. június 11-én. Egyben ez volt utolsó szereplése a Dorog színeiben, ugyanis a következő évadtól csapattársával, Horváth Istvánnal Ajkára igazolt. Az NB II-es csapatnál másfél évadot játszott, amikor Esztergomba hívták, miután a királyvárosi egyesület fennállásának legjobb eredményeként az NB. II-be jutott. Új csapata nem tudott megragadni a második vonalban, így egy év múltán kiesett. Szerepelt az időközben legendássá vált Esztergom - Dorog NB. III-as bajnoki mérkőzésen, amelyet sokan tréfásan Dorog I. - Dorog II. rangadónak neveztek, ugyanis az esztergomi csapat gerincét egykori dorogi játékosok alkották Morecz mellett, mint Peszeki Jenő, Peszeki Géza, Ormándi Imre, Hernádi Gyula, Hernádi János, Sóron Tibor és Vígh Gábor is.
Nem csak egykori csapata, de egykori játékostársa, Gabala Ferenc ellen is küzdött, aki a dorogiak edzője volt. Alapos leckét adtak régi csapatuknak, miután 5-1-re legyőzték őket. A 30-as életéveiben járó játékos 1984-ben eligazolt Esztergomból és a megyei osztályú Solymári SE-hez, majd később Kesztölci SC-hez kerülve fejezte be az aktív játékot.

### Edzőként
UEFA B licencet szerzett. Az edzősködést Perbálon kezdte, dolgozott egykori játékostársával, Honti Józseffel együtt, majd Dorogon az utánpótlás csapatoknál folytatta. Közben egy éven át Piliscséven is edzősködött. 2001-ben az NB I/B-s dorogi felnőtt csapat pályaedzője volt előbb Varga János, majd Strausz László vezetőedzők mellett. 2002-2003-ban a Dorogi FC NB II-es csapatának vezetőedzője lett. 2005 és 2010 között a megyei osztályú Bajót vezetőedzője, majd a klub szakmai igazgatója.

## Család
Nős, két gyermek édesapja, és öt unokája van. Jelenleg Dorog keleti szomszédtelepülésén, Leányváron él.